# Hoscheit
 (mars 2021).
Hoscheit est un lieu-dit, étant l'un des points culminant de la Belgique à une altitude de 600 mètres. Il se situe sur le plateau des Hautes Fagnes, dans le massif ardennais, en province de Liège, dans la commune d'Eupen et est limitrophe de la frontière allemande. Sa situation lui vaut un rude climat et englobe les Fagnes tourbières d'Hoscheit et de Paustenbacher. 
Elle se situe dans la Zone B de la réserve naturelle. L'accès y est uniquement permis sur les sentiers balisés, en respectant certaines règles précises (voir le balisage sur place).